# USS Энтерпрайз (NCC-1701-A)
Энтерпрайз (NCC-1701-A) (англ. USS Enterprise (NCC-1701-A)) — вымышленный звездолёт Звёздного флота класса «Конституция» из научно-фантастической медиафраншизы «Звёздный путь». После гибели звездолёта «Энтерпрайз NCC-1701» в третьем франчайзинговом фильме «Звёздный путь 3: В поисках Спока» появился в следующем фильме в качестве его преемника-звездолёта «Энтерпрайз NCC-1701-A».

## Разработка и производство
В «Энтерпрайз-A» использовалась та же модель съемки, что и в предыдущем «NCC-1701». Когда он появился в заключительном эпизоде фильма «Звёздный путь 4: Путешествие домой» (1986 год), основные номера корпуса изменились на NCC-1701-A.
Руководитель визуальных эффектов Кен Ралстон надеялся, что разрушение «Энтерпрайза» в «Поисках Спока» откроет дверь к разработке новой модели для будущих фильмов. Однако продюсеры «Звёздный путь 4: Путешествие домой» решили вернуть экипаж на дубликат предыдущего звездолёта. Хотя новая модель не была создана, ILM потребовалось более шести недель для восстановления и перекраски корабля, чтобы он появился в качестве нового «Энтерпрайза NCC-1701-A». «Оригинальный» мостик был отремонтирован и перекрашен, чтобы служить мостиком для «Энтерпрайза-A», и был заменён на новый только к пятому фильму. Изящные «Окудаграммы», созданные для мостика «Энтерпрайза-A», впоследствии использовались в других фильмах и сериалах «Звёздного пути». Когда начались съёмки сериала «Звёздный путь: Следующее поколение» (1987—1994 годы), несколько внутренних элементов «Энтерпрайза», такие как мостик, были исправлены для использования в телевизионном шоу. Позже, некоторые элементы «Следующего поколения», такие как машинное отделение «Энтерпрайз NCC-1701-D» и конференц-зал, были изменены, чтобы изобразить интерьеры «Энтерпрайза-A».

## История звездолёта во франшизе
Звездолёт класса Конституция «Энтерпрайз-A» был введен в эксплуатацию в 2286 году в конце событий, изображенных в фильме «Звёздный путь 4: Путешествие домой», и является вторым звездолетом Федерации, который носит название «Энтерпрайз». В то время как история корабля до его возобновления в качестве «Энтерпрайза» никогда официально не заявлялась, несколько неканонических источников (таких как документация «AMT/Ertl Model kit») утверждали, что первоначально он назывался «Йорктаун» (NCC-1717); другие ссылаются на него как на недавно построенный (но ещё не введенный в эксплуатацию) бывший «Ти-Хо» (NCC-1798), или также недавно построенный «Атлантис». Корабль находится под командованием недавно пониженного в должности капитана Джеймса Т. Кирка (актёр Уильям Шетнер) в качестве «наказания» за его действия и действия его экипажа по спасению капитана Спока (актёр Леонард Нимой) в фильме «Звёздный путь 3: В поисках Спока». Он заменяет оригинальный «Энтерпрайз NCC-1701», разрушенный в «В поисках Спока». Хотя внешне он идентичен своему переоборудованному и обновленному предшественнику, в первом рейсе новый корабль сталкивается с проблемами. Главный инженер Монтгомери Скотт и командер Ухура, как показано, тратят много времени на ремонт и перенастройку оборудования звездолёта перед развертыванием.

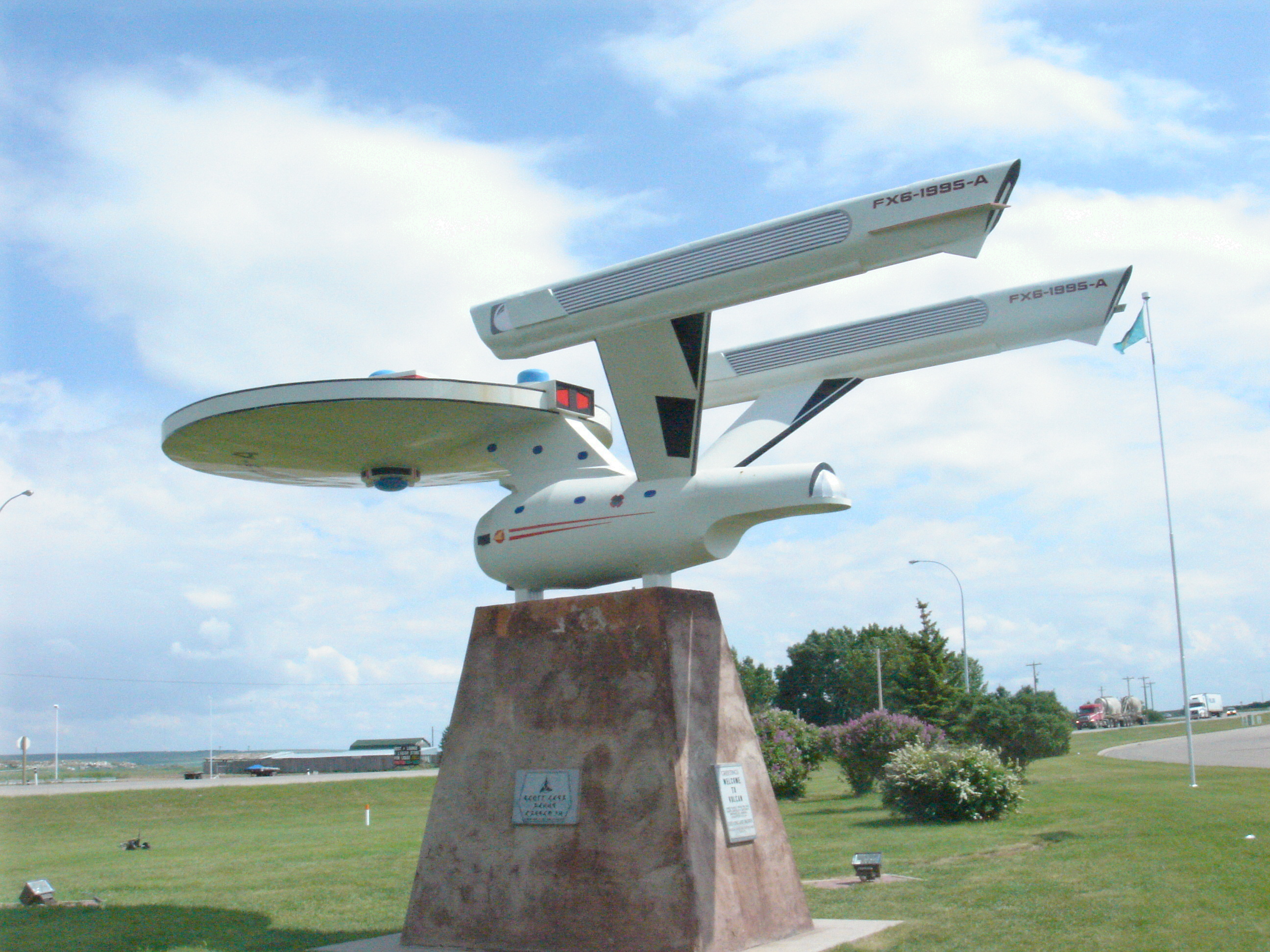
Копия Энтерпрайза-A в городе Вулкан, Альберта

В фильме «Звёздный путь 5: Последний рубеж», звездолёт отправляется на спасение заложников на планете Нимбус III. Вулканец-ренегат Сайбок (актёр Лоуренс Лакинбилл) и его последователи захватили корабль и спрятали на планете в центре галактики, где Кирк и его команда в конце концов восстанавливают контроль над кораблем. Несколько романов и комиксов исследуют шестилетний период между пятым и шестым фильмами. В фильме «Звёздный путь 6: Неоткрытая страна» «Энтерпрайз» сопровождает клингонского канцлера Горкона (актёр Дэвид Уорнер) на саммит мира на Земле. Ренегат клингонский генерал Чанг (актёр Кристофер Пламмер), которому помогают предатели на борту «Энтерпрайза», делает вид, что звездолёт стрелял по судну канцлера. Клингоны берут капитана Кирка и доктора Леонарда Маккоя (актёр Дефорест Келли) в плен; Спок и команда «Энтерпрайза» игнорируют приказы Звёздного флота и вместо этого спасают Кирка и Маккоя. «Энтерпрайз» встречает и, с помощью капитана Сулу и звездолёта «Эксельсиор», уничтожает корабль Чанга, а экипаж защищает президента Федерации от попытки убийства. Фильм заканчивается тем, что Звёздный флот приказывает вернуться в «Спэйсдок» для списания, приказ, который Кирк и экипаж радостно игнорируют.
Нет определённого канона о дальнейшей судьбе корабля после фильма «Звёздный путь 6: Неоткрытая страна». Ухура заявляла, что они получили сообщение от командования Звёздного флота, который обязал «Энтерпрайз» вернуться в док для дальнейшего списания. Возможно она говорила только о первоначальных членах экипажа корабля, поскольку капитан Джеймс Т. Кирк ранее заявлял, что его экипаж должен был уйти в отставку через три месяца, в то время как Спок отметил, что это будет его последний рейс на «Энтерпрайзе» в качестве члена её экипажа; и капитан Кирк заявляет в своем заключительном журнале, что корабль «станет заботой другого экипажа», но никакой дополнительной информации не дается. Документация, предоставленная с моделью Bandai, гласит, что корабль был показан в Музее Звёздного Флота в эпизоде «Огни Зетара». Согласно не каноническому роману «Пепел Эдема», написанному Уильямом Шатнером, главнокомандующий Звёздным флотом Андровар Дрейк приказывает списать и уничтожить «Энтерпрайз-A» во время военных игр и испытаний оружия, но правительство Chal вмешивается. В конечном счете, «Энтерпрайз-A» был разрушен, для предотвращения катастрофической личной повестки дня Дрейка.

### Во временной шкале Кельвина
Новый дизайн для звездолёта «Энтерпрайз NCC-1701-A» появляется в фильме «Стартрек: Бесконечность», разработанный Шоном Харгривсом. Харгривс, который также проектировал корабли роя и USS Franklin для фильма, заявил, что ему было дано задание «усилить шею и руки» в дизайне Ryan Church, но он пошёл дальше и пригласил создания дизайна «оригинального» корабля Мэтта Джеффриса, для придания отсылок к канону.

## Культурное влияние
В октябре 2006 года Christie's выставил на аукцион модель «Энтерпрайза-A» для съемки за $240 000.